# Termodielektrický jev

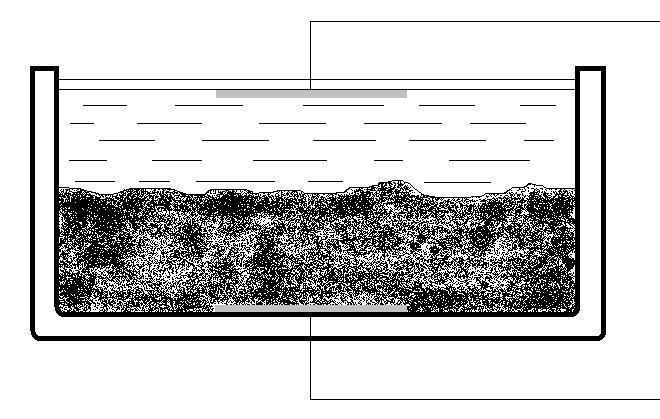
Schéma termodielektrického jevu

Termodielektrický jev je obecně nastávající efekt, který spočívá ve vzniku elektrického proudu v dielektriku při změně fyzikálního stavu (skupenství). Poprvé byl pozorován během tání a tuhnutí karnaubské pryskyřice, která byla rovněž použita při výrobě prvních termoelektretů.
Schematicky si situaci můžeme představit jako nádobu se dvěma elektrodami, mezi kterými je dielektrikum ve dvou fázích – pevné a kapalné. Toho docílíme například tak, že pevné dielektrikum umístíme do nádoby a následně jednu z elektrod začneme zahřívat. Během průchodu fázového rozhraní materiálem můžeme na elektrodách měřit elektrický proud. Velikost proudu je závislá na rychlosti průchodu fázového rozhraní a na druhu použitého materiálu. Při tuhnutí se mění směr proudu.
Řádová velikost uvolněného náboje činí přibližně 10−12 C na gram u karnaubské pryskyřice. U látek s nepolárními molekulami je efekt výraznější. Pro naftalín je řádová velikost uvolněného náboje přibližně čtyřikrát větší než u karnaubské pryskyřice.
Tento jev objevil roku 1944 Joaquim da Costa Ribeiro. Efekt dodnes nebyl definitivně vysvětlen.